# Шафштедт
Шафштедт (нем. Schafstädt) — город в Германии, в земле Саксония-Анхальт, входит в район Зале в составе городского округа Бад-Лаухштедт.
Население составляет 2 165 человек (на 2024 год). Занимает площадь 22,94 км².

## История
Первое упоминание о поселении относится к 881 году.
В 1558 году получил Шафштедт статус города.
1 января 2008 года, после проведённых реформ, Шафштедт вошёл в состав городского округа Бад-Лаухштедт в качестве района.

## Галерея

Шафштедт на карте городского округа
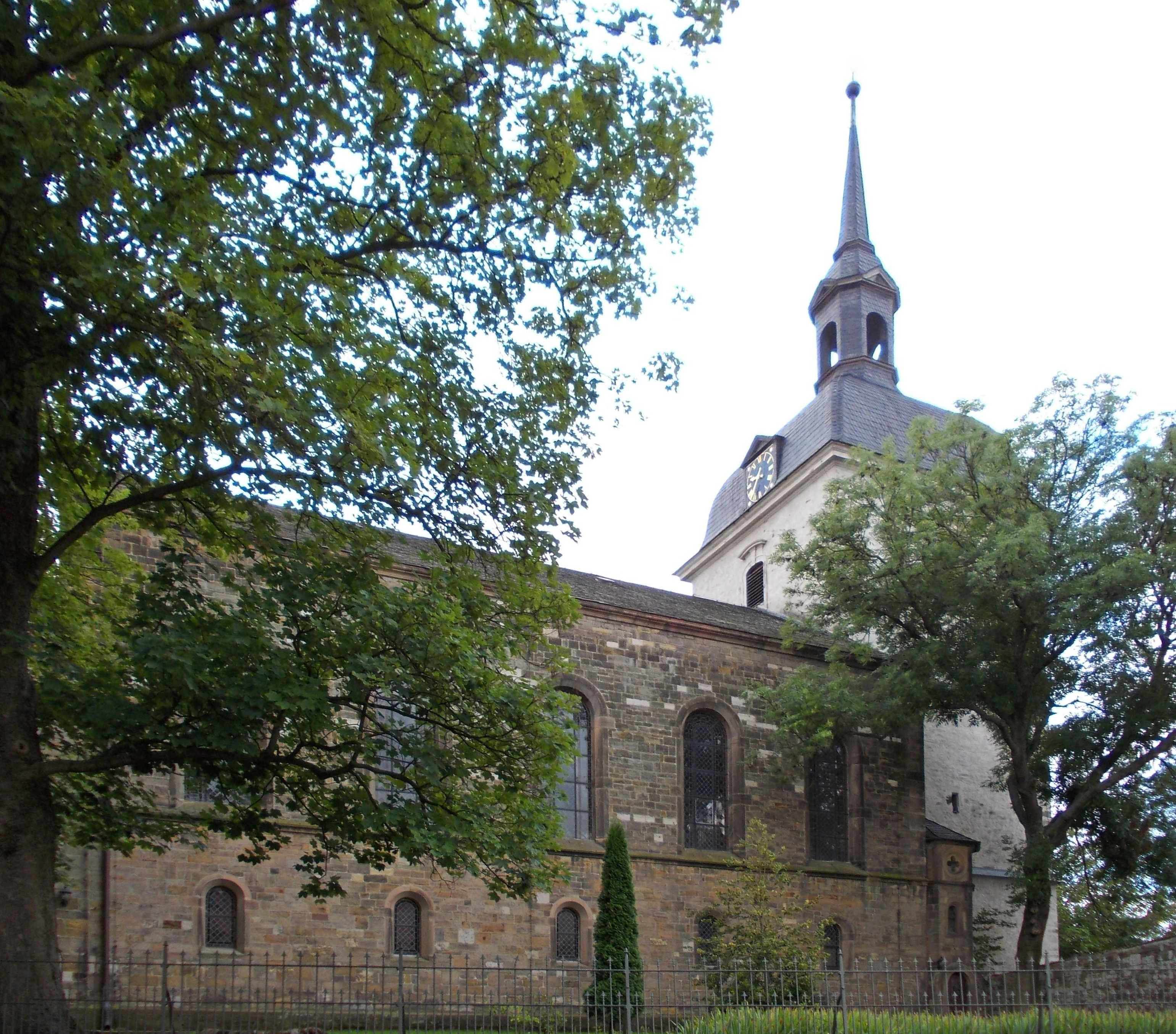
Церковь в Шафштедте
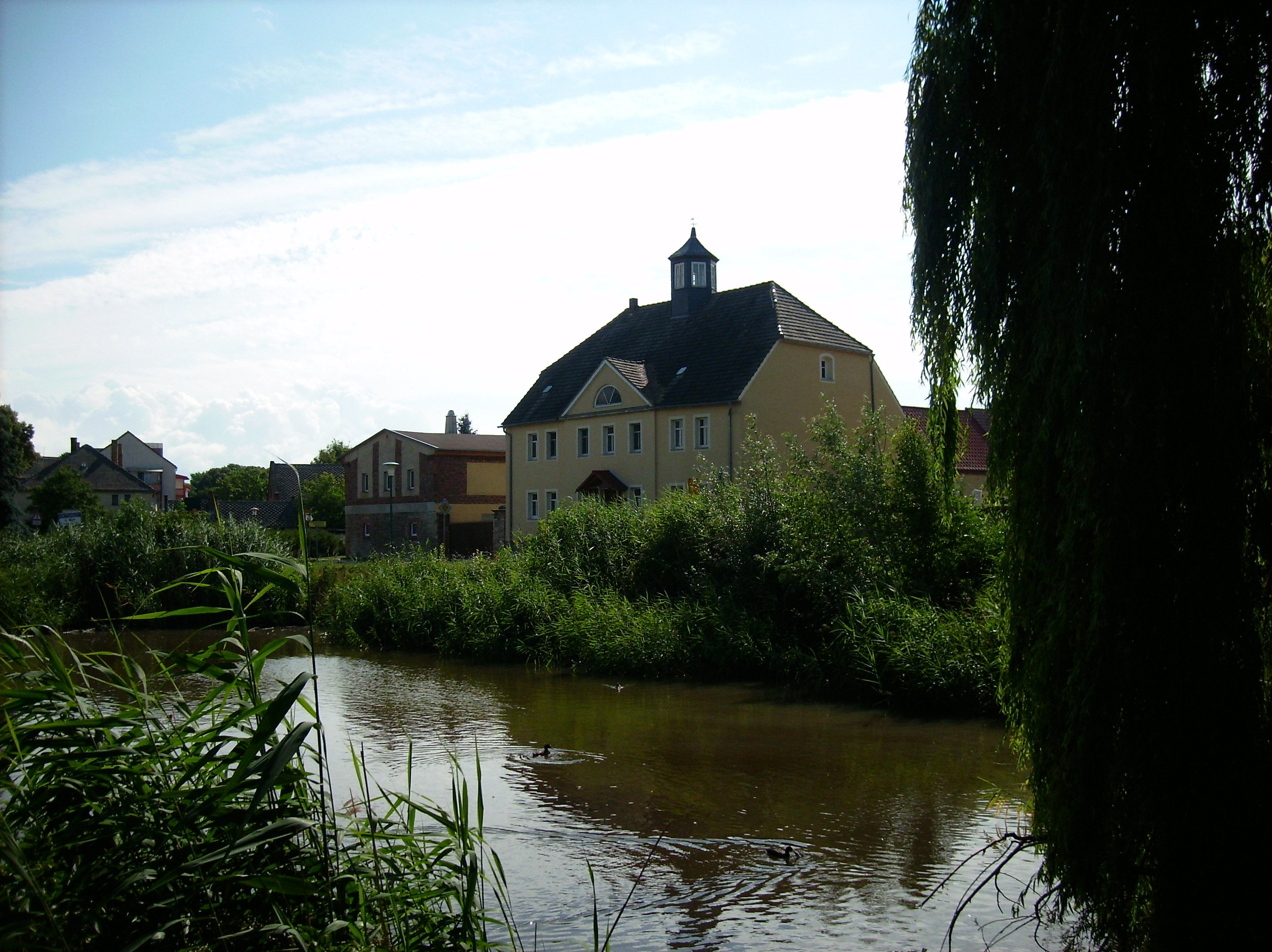
Городской пруд
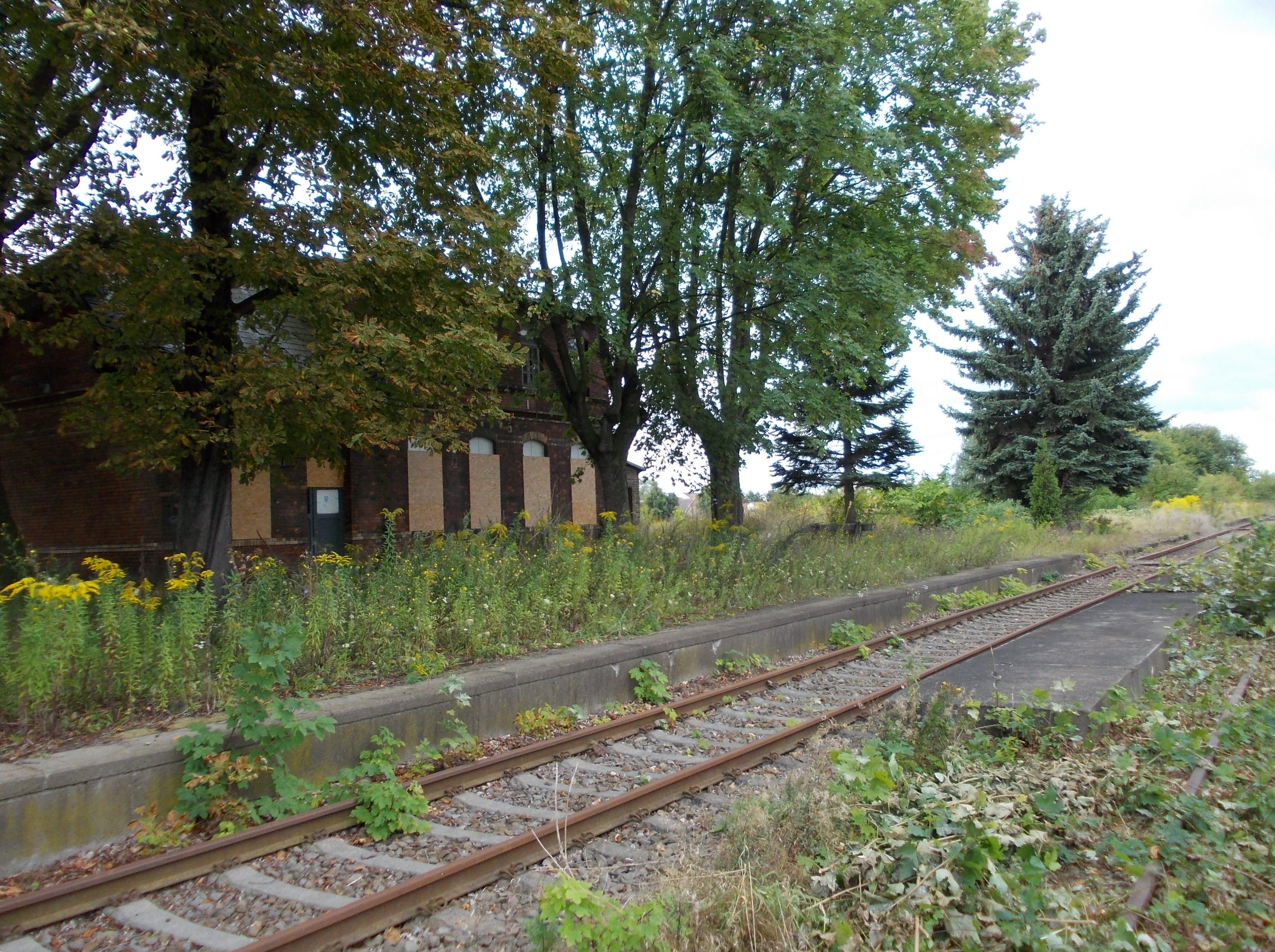
Закрытая ж/д станция